# قانون الصوت الواحد
قانون الصوت الواحد أو مرسوم الصوت الواحد أو ما يُعرف رسميًا في دولة الكويت بمرسوم قانون رقم 20 لسنة 2012 أو قانون الدوائر الخمس وفق نظام الصوت الواحد، هو تعديل قانوني أصدره أمير الكويت صباح الأحمد الجابر الصباح بموجب المادة الحادية والسبعين من الدستور الكويتي، التي تجيز له أن يصدر بموجبها مراسيم لها قوة القانون، واستهدف المرسوم تعديل المادة الثانية من قانون الأصوات الأربعة، حيث نص التعديل على أن يكون لكل ناخب حق الإدلاء بصوت واحد في دائرته الانتخابية بدلًا من أربعة أصوات كما كانت تنص المادة. أجريت ثلاثة انتخابات نيابية وفق هذا القانون ما بين الفترة الممتدة بين (2012-2018). طعنت أطراف في المعارضة في الكويت بعدم دستورية هذا المرسوم لدى المحكمة الدستورية الكويتية التي بدورها حصّنت هذا المرسوم بحكم تاريخي صدر في 16 يونيو 2013. أجريت ثلاثة انتخابات نيابية وفق هذا القانون ما بين الفترة الممتدة بين (2012-2018)، رفضت المعارضة المشاركة في اثنين منها في حين تراجعت عن قرار المقاطعة في الانتخابات النيابية الأخيرة التي أجريت في 2016 والتي على إثرها جاء انتخاب مجلس الأمة الكويتي 2016.

## نص القانون
نصّت المادة الأولى من هذا المرسوم على: «يستبدل بنص المادة الثانية من القانون رقم 42 لسنة 2006 المشار اليه، النص التالي: (تنتخب كل دائرة عشرة أعضاء للمجلس على أن يكون لكل ناخب حق الإدلاء بصوته لمرشح واحد في الدائرة المقيد فيها ويعتبر باطلا التصويت لاكثر من هذا العدد)».

## الهدف من القانون
كان الهدف من إقرار «قانون الدوائر الانتخابية الخمسة وفق نظام الأصوات الأربعة»، الذي انتخبت على إثره ثلاث مجالس نيابية (مجلس 2008، مجلس 2009، مجلس فبراير 2012)، معالجة سلبيّات وعيوب القوانين الانتخابية السابقة، إلا أن النتائج التي أفرزها قانون الأصوات الأربعة جاءت بمجالس نيابية متناقضة مع بعضها البعض ومتناقضة مع جزء من الشارع الكويتي. وقد جائت لتُعزّز القبليّة والطائفيَة بشكل أكبر من مثيلاتها السابقات، فتضاعف عدد النواب المحسوبين على التيارات الدينية والقبلية ما شكّل ضربة لطموحات المرأة والشباب الكويتي، فقد أفرز القانون مجالس تسيطر عليها تيارات إسلامية وسلفية معارضة متحالفة مع القبليين. وبعدما حل مجلس (2009) الموالي للحكومة، والذي مثّلت فيه المرأة لأوّل مرة في تاريخ الكويت، جاء مجلس فبراير لعام 2012 بمثابة الشعرة التي انقطعت بين الحكومة والمعارضة، ذلك أن المعارضة كانت تسيطر على المجلس المذكور، بشكل كامل من خلال غالبية برلمانية، استطاعت من خلالها تمرير تعديلات دستورية تمس «المادة الثانية» و«المادة التاسعة والسبعين» من الدستور الكويتي، لجعله يتناسب مع ما تراه متوافقًا مع الشريعة الإسلامية. أدّت تلك التعديلات إلى انقسام واضح في الشارع الكويتي بين التيارات السياسية بحجة رفضها «أسلمة الدستور والقوانين» أو المساس به بما يضر الدولة المدنية والحرية الفردية والحرية الشخصية التي كفلها الدستور للمواطنين. ليقوم أمير الكويت صباح الأحمد الصباح بدوره برفض إقرار تلك التعديلات الدستورية معلّلا تعارضها مع مواد الدستور.

## الاعتراض على القانون
إثر صدور القانون هذا، طعنت أطراف من المعارضة في الكويت لدى المحكمة الدستورية في الكويت بعدم دستورية هذا المرسوم الذي جاء بموجب مبدأ الضرورة. وتلت ذلك الطعن بقرار مقاطعة انتخابات مجلس الأمة التي أجريت في ديسمبر 2012. وقد كان أحد أسباب عدم الاشتراك في تلك الانتخابات، أن المعارضة كانت تنتظر حكمًا في صالحها تصدره المحكمة الدستورية يقضي بعدم دستورية مرسوم الصوت الواحد وبالتالي يُحَل بموجبه مجلس الأمة المنتخب بمرسوم الصوت الواحد لتسجّل انتصارًا سياسيًا، غير أن المحكمة الدستورية في 16 يونيو 2013، أصدرت حكمًا بتحصين المرسوم على غير توقّعات المعارضة.

## تحصين القانون
أصدرت المحكمة الدستورية الكويتية في 16 يونيو 2013، حكمًا وصف بالتاريخي، حصّنت بموجب حكمها، هذا المرسوم. ونص حكم المحكمة الدستورية على أن «مرسوم الضرورة جاء لمعالجة سلبيّات وعيوب تهدّد وحدة الوطن ونسيجه الاجتماعي»، وجاء كذلك «تحقيقًا للمصلحة الوطنية التي تعلو فوق كل اعتبار»، و«بالتالي فلا مأخذ عليها (أي الحكومة) في هذا الأمر (أي المرسوم) من الوجهة الدستورية»، ذلك لأنّه (أي المرسوم) «ساوى بين جميع المواطنين».

## مجالس انتخبت وفق القانون
انتخبت ثلاث مجالس نيابية وفق هذا النظام، وهي كل من:
- مجلس الأمة الكويتي (ديسمبر 2012)
- مجلس الأمة الكويتي 2013
- مجلس الأمة الكويتي 2016